# فيلازودون
فيلازودون (بالإنجليزية: Vilazodone)‏ هو دواء يُستعمل في علاج:
- قلق[9]

## دوره
يلعب هذا الدواء دورًا في علاج الأمراض كونه:
- مثبطات استرداد السيروتونين الانتقائية